# Црквине (Тутин)
Црквине су насељено место у Србији. Налази се у општини Тутин у Рашком управном округу. Према попису из 2022. било је 73 становника.

## Историја
Црквине је насеље смештено на саставцима Ковачке и Смолућке реке, у близини средњовековног рударског насеља Глухавице. Ту се налазио средњовековни трг — рударско насеље Глуха Вас, односно Глухавица. Краљ Милутин је манастиру Бањској повељом 1316. године, предао у посед и „Гло уха вьсь коло все и сь роудари”. Одмах након Косовске битке, у марту 1396. године у Глухавици се налази турски кадија. Након турских освајања Глухавица носи назив Демирџи базар — Гвоздени трг.
У попису из 1604. године насеље има 73 баштиника. У насељу су се током средњег века налазиле четири цркве, по којима је и насеље добило име Црквине. Ни једна од наведених цркава није очувана, а њихови остаци су забележени обиласком терена 1933. и 1951. године, као и 1980-тих година. Тада су бележени остаци зидова, фресака, опеке, људске кости.
О броју цркава говори и попис из 1604. године у ком је уписано чак пет попова: Тома поп, Ђуро поп, Шимун поп, Мито поп, Јован поп.
Претпоставља се да су у римско и турско доба aу насељу биле смештене топионице и ковачнице. Савремено становништво досељено је током 17. века из Црне Горе.

## Демографија
У насељу Црквине живе 54 пунолетна становника, а просечна старост становништва износи 31,2 година (33,7 код мушкараца и 28,8 код жена).
Ово насеље је великим делом насељено Бошњацима (према попису из 2002. године), а у последња три пописа, примећен је пад у броју становника.
|  |

| Демографија | Демографија | Демографија |
| Година      | Становника  | Становника  |
| ----------- | ----------- | ----------- |
| 1948.       | 61          |             |
| 1953.       | 69          |             |
| 1961.       | 78          |             |
| 1971.       | 88          |             |
| 1981.       | 95          |             |
| 1991.       | 176         | 174         |
| 2002.       | 136         | 178         |
| 2011.       | 80          |             |

| Етнички састав према попису из 2002.‍ | Етнички састав према попису из 2002.‍ | Етнички састав према попису из 2002.‍ | Етнички састав према попису из 2002.‍ | Етнички састав према попису из 2002.‍ |
| ------------------------------------ | ------------------------------------ | ------------------------------------ | ------------------------------------ | ------------------------------------ |
|                                      |                                      |                                      |                                      |                                      |
| Бошњаци                              | Бошњаци                              |                                      | 132                                  | 97,05%                               |
| Муслимани                            | Муслимани                            |                                      | 1                                    | 0,73%                                |
| непознато                            | непознато                            |                                      | 3                                    | 2,20%                                |

| Година пописа     | 1948. | 1953. | 1961. | 1971. | 1981. | 1991. | 2002. |
| ----------------- | ----- | ----- | ----- | ----- | ----- | ----- | ----- |
| Број домаћинстава | 14    | 16    | 17    | 23    | 23    | 43    | 30    |

| Број чланова      | 1 | 2 | 3 | 4 | 5 | 6 | 7 | 8 | 9 | 10 и више | Просек |
| ----------------- | - | - | - | - | - | - | - | - | - | --------- | ------ |
| Број домаћинстава | 7 | 3 | 1 | 3 | 3 | 7 | 4 | 0 | 0 | 2         | 4,53   |

| Пол    | Укупно | Неожењен/Неудата | Ожењен/Удата | Удовац/Удовица | Разведен/Разведена | Непознато |
| ------ | ------ | ---------------- | ------------ | -------------- | ------------------ | --------- |
| Мушки  | 48     | 17               | 28           | 3              | 0                  | 0         |
| Женски | 53     | 19               | 29           | 3              | 2                  | 0         |
| УКУПНО | 101    | 36               | 57           | 6              | 2                  | 0         |

| Пол    | Укупно                    | Пољопривреда, лов и шумарство | Рибарство                            | Вађење руде и камена | Прерађивачка индустрија       |
| ------ | ------------------------- | ----------------------------- | ------------------------------------ | -------------------- | ----------------------------- |
| Мушки  | 10                        | 1                             | 0                                    | 1                    | 0                             |
| Женски | 9                         | 6                             | 0                                    | 0                    | 0                             |
| УКУПНО | 19                        | 7                             | 0                                    | 1                    | 0                             |
| Пол    | Производња и снабдевање   | Грађевинарство                | Трговина                             | Хотели и ресторани   | Саобраћај, складиштење и везе |
| Мушки  | 0                         | 2                             | 3                                    | 0                    | 1                             |
| Женски | 0                         | 0                             | 2                                    | 0                    | 0                             |
| УКУПНО | 0                         | 2                             | 5                                    | 0                    | 1                             |
| Пол    | Финансијско посредовање   | Некретнине                    | Државна управа и одбрана             | Образовање           | Здравствени и социјални рад   |
| Мушки  | 0                         | 0                             | 1                                    | 1                    | 0                             |
| Женски | 0                         | 0                             | 0                                    | 1                    | 0                             |
| УКУПНО | 0                         | 0                             | 1                                    | 2                    | 0                             |
| Пол    | Остале услужне активности | Приватна домаћинства          | Екстериторијалне организације и тела | Непознато            | Непознато                     |
| Мушки  | 0                         | 0                             | 0                                    | 0                    | 0                             |
| Женски | 0                         | 0                             | 0                                    | 0                    | 0                             |
| УКУПНО | 0                         | 0                             | 0                                    | 0                    | 0                             |